# عرق (جغرافيا)

أهم العروق في الصحراء الكبرى

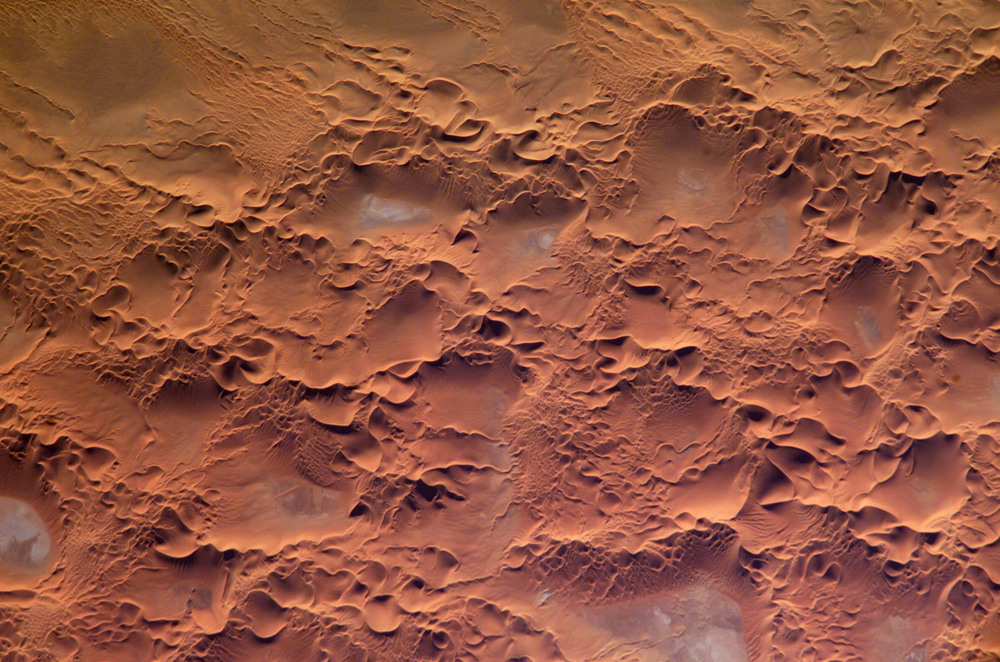
صحراء الجزائر

العِرق أو الرَّغْنَة هو صحراء من الكثبان الرملية، بدقة أكثر هي حقول من الكثبان الرملية الثابتة السطحية التي يعاد تشكيلها باستمرار بفعل الرياح.

## في الجزيرة العربية
- عروق بني معارض

## في الصحراء الكبرى
- عرق إيساوان
- عرق شاش
- عرق الشبي
- الجوف (موريتانيا ومالي)
- عرق عوكر